# دو مجدد
دو مجدد (پژوهش‌هایی دربارهٔ محمد غزالی و فخر رازی) کتابی از نصرالله پور جوادی است که در سال ۱۳۸۱ منتشر و در مراسم کتاب سال جمهوری اسلامی ایران به‌عنوان کتاب برگزیده معرفی شد.